# Sonata Kreutzer (film din 1987)
Sonata Kreutzer (în rusă Крейцерова соната, transliterat: Kreițerova sonata) este un film dramatic sovietic din 1987, regizat de Mihail Șveițer, inspirat din romanul Sonata Kreutzer (1889) al lui Lev Tolstoi.

## Distribuție
- Oleg Iankovski — Poznîșev
- Aleksandr Trofimov — pasagerul care-l ascultă pe Poznîșev
- Irina Selezniova — Liza, soția lui Poznîșev
- Dmitri Pokrovski —  Truhacevski
- Alla Demidova — doamna
- Lidia Fedoseeva-Șukșina — mama Lizei
- Aleksandr Kaliaghin — pasager
- Mihail Gluzski — pasager
- Olga Tokareva — sora Lizei
- Nina Agapova — Leocadia Petrovna
- Iuri Volînțev — domn în locuri publice

## Lansare
A fost lansat în anul 1987 și a avut parte de un mare succes comercial, fiind vizionat de 3,4 milioane de spectatori în cinematografele din Uniunea Sovietică.